# Itoman
Itoman (jap. 糸満市 Itoman-shi) – miasto w Japonii, w prefekturze Okinawa.